# Odczynnik Griessa
Odczynnik Griessa (Grießa) – roztwór kwasu sulfanilowego i α-naftyloaminy w kwasie octowym. Stosowany w kolorymetrycznej analizie azotynów (jonów NO2−), z którymi daje barwnik azowy zabarwiający roztwór na kolor różowy lub – przy większych stężeniach azotynów – czerwony. Zamiast rakotwórczej naftyloaminy stosować można (1-naftylo)etylenodiaminę. Reakcja diazowania, będąca podstawą próby, została odkryta przez Petera Grießa (1829–1888). Przebieg reakcji (w wariancie z (1-naftylo)etylenodiaminą):
Maksimum absorpcji światła przez powstający związek diazowy wynosi ok. 540 nm. W analizie przeszkadzają: Fe, Sb, Bi, Ce, Cr, Au, Ag i Hg.
Przygotowanie odczynnika:
0,1 grama α-naftyloaminy rozpuszcza się na gorąco w 20 cm3 wody. Powstały roztwór zlewa się znad osadu i dodaje do roztworu 0,5 grama kwasu sulfanilowego w 150 cm3 kwasu octowego. 

## Zastosowania
Za pomocą próby Griessa można m.in. wykryć pozostałości prochu po wystrzale i dawniej wykorzystywano ją w tym celu standardowo. 
Stosowana jest w analizie ilościowej do oznaczania azotynów i azotanów (jonów NO3−, po ich redukcji do azotynów, NO2−) w materiałach biologicznych, a także do oznaczania tlenku azotu, NO, np. powstającego podczas rozkładu niektórych związków organicznych (w roztworach wodnych NO ulega samorzutnemu utlenieniu do NO2− pod wpływem powietrza). Uważana jest za metodę prostą i czułą; limit wykrywalności azotynów wynosi 100 nM. 